# Боснія і Герцеговина на зимових Олімпійських іграх 2010
Боснія і Герцеговина брала участь у зимових Олімпійських іграх 2010 року у Ванкувері (Канада), вп'яте за свою історію. Олімпійська збірна країни складалася з 5 спортсменів (2 чоловіків та 3 жінок), які взяли участь у 3 видах спортивних змагань: з біатлону, гірськолижного спорту та лижних перегонів. Прапороносцем на церемоніях відкриття та закриття була гірськолижниця Жана Новакович. Жодної медалі олімпійці Боснії і Герцеговини не завоювали.

## Біатлон
| Спортсмен    | Змагання      | Час     | Промахи | Місце |
| ------------ | ------------- | ------- | ------- | ----- |
| Таня Каришик | спринт, жінки | 25:24.1 | 2       | 88    |

## Гірськолижний спорт
| Спортсмен      | Змагання         | Спуск 1 | Спуск 2       | Загальний     | Місце         |
| -------------- | ---------------- | ------- | ------------- | ------------- | ------------- |
| Марко Рудич    | слалом, чоловіки | 53.70   | 55.46         | 1:49.16       | 36            |
| Жана Новакович | слалом, жінки    | 58.19   | 57.76         | 1:55.95       | 40            |
| Мая Клепич     | слалом, жінки    | 59.43   | Не фінішувала | Не фінішувала | Не фінішувала |

## Лижні перегони
Марафон
| Спортсмен         | Змагання                       | Фінал   | Фінал | Фінал |
| Спортсмен         | Змагання                       | Час     | Місце |       |
| ----------------- | ------------------------------ | ------- | ----- | ----- |
| Младен Плакалович | 15 км, вільний стиль, чоловіки | 39:41.4 | 78    |       |
| Таня Каришик      | 10 км, вільний стиль, жінки    | 31:30.4 | 72    |       |